# Tudor Scripor
Tudor Paul Scripor (n. 7 iunie 1979 Cluj) este un artist și inventator român care a inventat Alfabetul Tactil al Culorilor, cunoscut si ca Alfabetul Scripor. Pentru această invenție a fost premiat cu aur la Târgul de invenții de la Geneva din 2019 și în anul 2022 a primit premiul Outstanding Leadership Award în cadrul Conferinței Internaționale Education 2.0 din Dubai.

## Biografie
Tudor Paul Scripor s-a născut în Cluj Napoca, România. A absolvit Liceul de Arte Plastice "Romulus Ladea" și cursurile de iconografie ale Facultății de Teologie Greco-Catolică a Universității Babeș-Bolyai. A predat cursuri de artă bizantină la Institutul Beato Angelico din Milano și la Universitatea de stat a Arizona din Statele Unite ale Americii. De-a lungul acestei cariere, diferite evenimente cu persoane nevăzătoare l-ar fi inspirat să creeze Alfabetul Tactil al Culorilor.

## Alfabetul Tactil al Culorilor
Creat ca o extensie la Alfabetul Braille, Alfabetul Scripor este conceput pentru a fi un limbaj tactil usor de asimilat, bazat pe principiul designului universal și teoria culorilor. Invenția este menită să completeze alfabetul Braille reprezentând tactil culori. Această completare permite nevăzătorilor să interacționeze mai ușor cu elemente cromatice din spații artistice, educaționale, obiecte de îmbrăcăminte sau alte situații din viața cotidiană.
Pentru această invenție, Tudor Paul Scripor a fost premiat atât la nivel local cât și internațional. Însă invenția nu a fost primită fără critici din partea unor persoane sceptice de utilitatea sa.
Bazat pe teoria culorilor, alfabetul reprezintă tactilo-grafic 10 culori:
- trei culori primare - roșu, galben și albastru;
- trei culori secundare - portocaliu, verde și mov;
- culoarea terțiară maro
- culorile acromatice alb, negru și gri.[2]

Celula alfabetului Scripor este formată din 10 puncte, 9 fiind aranjate în 3 coloane și 3 rânduri, iar un al 10-lea punct cu scop orientativ plasat deasupra coloanei centrale. Celulele reprezentând cele 10 culori enumărate anterior pot fi combinate pentru a descrie nuanțe diferite sau intensitatea culorii.
Simplicitatea alfabetului îl face ușor de învățat și aplicat. Acesta poate fi asimilat în decursul a 30 de minute. Utilitatea sa a fost deja testată prin introducerea în diverse domenii precum: educație, alimentație, sport paralimpic, etichetarea produselor, modă, artă, decor, cosmetice, jocuri și jucării.  În domeniul educației, alfabetul tactil al culorilor a permis elevilor nevăzători sau care suferă de daltonism să perceapă culorile și să le folosească în exerciții educative.

### Critici
Invenția nu a fost primită doar cu entuziasm, mai mulți specialiști exrpimându-și scepticismul față de utilitatea extensiei. Principala critică este legată de aparenta lipsă de logică în structurarea arbitrară a simbolurilor tactilo-grafice, ceea ce ar duce la confuzii și dificultăți dacă acestea sunt învățate alături de Braille.